# Détroit de Raasay
Le détroit de Raasay, en anglais Sound of Raasay, en écossais An Linne Rathairseach, est un détroit séparant l'île de Skye à l'ouest et au sud des îles de Scalpay, Raasay et South Rona à l'est, en Écosse. Le détroit de Raasay communique avec The Minch au nord, et le détroit Intérieur à l'est par le Caol Rona et le Caol Mòr.